# Luzius Wildhaber
Luzius Wildhaber, né le 18 janvier 1937 à Bâle et mort le 21 juillet 2020, est un juriste suisse, président de la Cour européenne des droits de l'homme du 1er novembre 1998 au 18 janvier 2007.

## Biographie
Après des études de droit à Bâle, Paris, Heidelberg, Londres et Yale, il est professeur de droit à l'Université de Fribourg, puis de Bâle dont il devient le recteur.
Puis, juriste au Département fédéral des affaires étrangères à Berne, il participe à la révision totale de la Constitution fédérale suisse dont il est l'un des principaux auteurs.
Il a été juge dans différents tribunaux, notamment au Liechtenstein, puis, depuis 1991, à la Cour européenne des droits de l'homme de Strasbourg, dont il a été le président depuis 1998. Luzius Wildhaber prend sa retraite le 19 janvier 2007, son successeur est le Français Jean-Paul Costa. Son successeur comme juge est Giorgio Malinverni.
Le 1er février 2007, il indique avoir été empoisonné sur le sol russe au cours d'un voyage.